# Fusarium sporotrichioides
Fusarium sporotrichioides is een parasiterende schimmelssoort. De schimmel komt in de bodem voor en kan planten en dieren aantasten. Daarnaast produceert de soort mycotoxines (trichothecenen en fumonisines), die voedsel kunnen besmetten.